# Evo zore, evo dana

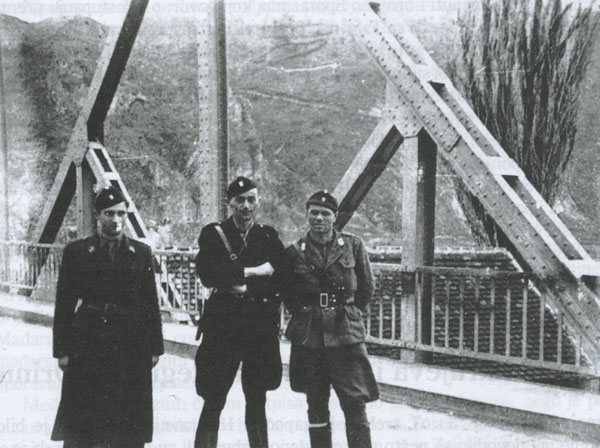
Jure Francetić (Mitte) und Rafael Boban (rechts) mit einem Offizier der Schwarzen Legion auf einer Brücke über die Drina, dem damaligen Grenzfluss zu Serbien (Zvornik, 1942)

Das kroatische Lied Evo zore, evo dana (Hier ist die Morgendämmerung, hier ist der Tag), alternativer Titel Jure i Boban (Jure und Boban), war das Kampflied der Schwarzen Legion, einer militärischen Eliteeinheit der Ustascha. Es gilt als Ausdruck einer großkroatischen und nationalistischen Ideologie.
Die Titel des Liedes beziehen sich auf die Kämpfe um Kupres im Jahr 1942, bei denen die Schwarze Legion unter der Führung von Jure Francetić und Rafael Boban mit einem überraschenden Gegenangriff im Morgengrauen die Tito-Partisanen aus Kupres und Umgebung vertrieb. Der Text des Liedes wurde zur traditionellen Melodie des Volksliedes Oj, Kupreško ravno polje (O, Brachland von Kupres) gesungen, das ebenfalls diese Kämpfe um Kupres thematisierte.
Angehörige der Legion sangen das Lied erstmals im April des Jahres 1942, in den schweren Kämpfen gegen „die Rebellen an der östlichen Grenze Kroatiens“ – der damaligen Grenze zu Serbien –, dem Fluss Drina.

## Text
Autor des Textes ist der Volksdichter Josip Križanac. Er arbeitete vor dem Krieg als Waldarbeiter in Ljubinje, trat in die Legion als Schütze (čarkar) ein und wurde bis in den Rang eines Majors (bojnik) befördert. In der Zeit zwischen den Kämpfen schrieb er Gedichte, die den Kampf der Legion und die Treue der Legionäre und ihrer Kommandeure zur damaligen politischen Führung Kroatiens verherrlichten. Die Propaganda behauptet Križanac sei von Partisanen über einem offenen Feuer zu Tode gefoltert worden und solle noch im Sterben gerufen haben: „Lang lebe der Unabhängige Staat Kroatien! Lang lebe der Poglavnik! Lang lebe Jure [Francetić]!“
Der Liedtext ist die gekürzte Fassung eines längeren Gedichts von Križanac, das den Kampf der Legion gegen Tschetniks und Partisanen in Ostbosnien beschreibt. Der Text wurde 1942 im Buch Crna legija : odredi nepobjedive mladosti (Die Schwarze Legion : Einheiten der unbesiegbaren Jugend) zum Jahrestag der Gründung der Schwarzen Legion von Ivo Balentović herausgegeben und lautete:
| Kroatischer Originaltext                                                                  | Deutsche Übersetzung |
| ----------------------------------------------------------------------------------------- | --- |
| Evo zore, evo dana, Evo Jure i Bobana. Evo zore, evo tića, Evo Jure Francetića.           | Hier ist die Morgendämmerung, hier ist der Tag, Hier sind Jure [Francetić] und [Rafael] Boban. Hier ist die Morgendämmerung, hier ist der junge Vogel, Hier ist Jure Francetić.    |
| Na vrh gore Romanije, Ustaški se barjak vije. Na barjaku sitno piše, Odmetnika nema više. | Auf den Gipfeln des Romanija, Weht eine Ustascha-Fahne, Und auf ihr steht schön geschrieben, Rebellen gibt’s nicht mehr.                                                           |
| Jure gazi Drinu vodu, I bori se za slobodu; On se bori za slobodu, Hrvatskome našem rodu. | Jure [Francetić] schreitet in die Fluten der Drina, Und kämpft für die Freiheit; Er kämpft für die Freiheit, Unseres kroatischen Geschlechts.                                      |
| Evo zore, evo dana, Nema više partizana. Evo zore, evo tića, Eto Jure i Vokića.           | Hier ist die Morgendämmerung, hier ist der Tag, Partisanen gibt’s nicht mehr. Hier ist die Morgendämmerung, hier ist der junge Vogel, Seht hier Jure [Francetić] und [Ante] Vokić. |
| Evo zore, evo dana, Evo Jure i Bobana. Oni vode svoju bojnu, Njome biju tešku vojnu.      | Hier ist die Morgendämmerung, hier ist der Tag, Hier sind Jure [Francetić] und [Rafael] Boban. Sie führen ihre Bataillone, Um mit diesen eine schwere Schlacht zu schlagen.        |
| Tvoja bojna brani Liku, Biser zemlje, našu diku.                                          | Dein Bataillon verteidigt die Lika, Die Perle unseres Landes, unseren Stolz. |

## Nachkriegszeit
Ab 1991 in der Zeit des Zerfalls Jugoslawiens und dem Beginn des Kroatien- und Bosnienkrieges, wurde das Lied mit neuen, meist radikaleren Textversionen wiederbelebt. Auch von bekannten kroatischen Interpreten, wie z. B. der Band Thompson und dem Sänger Dražen Zečić wurde das Lied in dieser Zeit und auch lange danach noch gesungen. Zu diesen neuen Textversionen gehören z. B. die Zeilen:
| Kroatischer Text                         | Deutsche Übersetzung                                      |
| ---------------------------------------- | --------------------------------------------------------- |
| Drinu ćemo pregaziti, I Srbiju zapaliti! | Die Drina werden wir überschreiten, Und Serbien anzünden! |